# Гогличидзе, Саба
Саба́ Гогличи́дзе (груз. საბა გოგლიჩიძე; род. 25 июня 2004, Кутаиси) — грузинский футболист, защитник клуба «Удинезе» и сборной Грузии.

## Карьера
Воспитанник кутаисского «Торпедо». В январе 2022 года присоединился к основной команде клуба. Дебютировал в Эровнули-лиге 4 июля 2021 года в матче с «Сабуртало». Отметился голевой передачей в матче с «Телави». 

## Карьера в сборной
В феврале 2022 года стал игроком сборной Грузии до 19 лет. 11 февраля 2022 года дебютировал на международном уровне в матче с Израилем. 